# Никобарский большеног
Никобарский большеног (лат. Megapodius nicobariensis) — вид птиц рода большеногов. Выделяют два подвида.

## Ареал
Никобарские большеноги обитают на некоторых островах Никобарского архипелага.

## Описание вида
Как и другие сорные куры, никобарский вид также не насиживает яйца, птицы закапывают их в землю или в груду гумуса, где они развиваются за счёт солнечного тепла или тепла, возникающего при гниении растений. При этом следит за кладкой самец, регулируя температуру. Птенцы уже через несколько часов могут бегать, а через несколько суток пытаются летать.

## Подвиды
Международный союз орнитологов выделяет два подвида никобарских большеногов.
- Megapodius nicobariensis abbotti Oberholser, 1919 — Большой и Малый Никобарские острова
- Megapodius nicobariensis nicobariensis Blyth, 1846 — Никобарские острова, кроме Кар-Никобар